# Sunbeam S7 et S8
Les Sunbeam S7 et S8 sont des motos britanniques conçues par Erling Poppe et dont le style s'appuie vaguement sur celui de la BMW R 75, acquises comme réparations de guerre par BSA (les droits complets de la marque Sunbeam avaient été acquis d'AMC en 1943). Construites à Redditch, la configuration inhabituelle du moteur ressemblait à celle d’une voiture. Le moteur, un bicylindre vertical OHC de 500 cm3 monté longitudinalement, était basé sur un modèle expérimental BSA de 1932 (le Line-Ahead-Twin - LAT). Ce moteur avait un allumage par bobine et une lubrification par carter humide. L'embrayage à sec entraînait via un arbre d'entraînement la roue arrière. Le moteur en ligne rendait cela techniquement réalisable : les moteurs bicylindres opposés (« bicylindres à plat ») sur les motos BMW avaient déjà utilisé des engrenages d’entraînement suivis du système utilisé par Nimbus en 1918. À sa sortie, la S7 était chère et trop complexe techniquement. Cela peut expliquer pourquoi elle est maintenant plus recherchée que les S7 De Luxe et la S8, qui ont été produites avec moins de fonctionnalités pour réduire les coûts, tout en conservant nombre de composants innovants de la Sunbeam d’origine et en actualisant certaines idées.

## Modèles

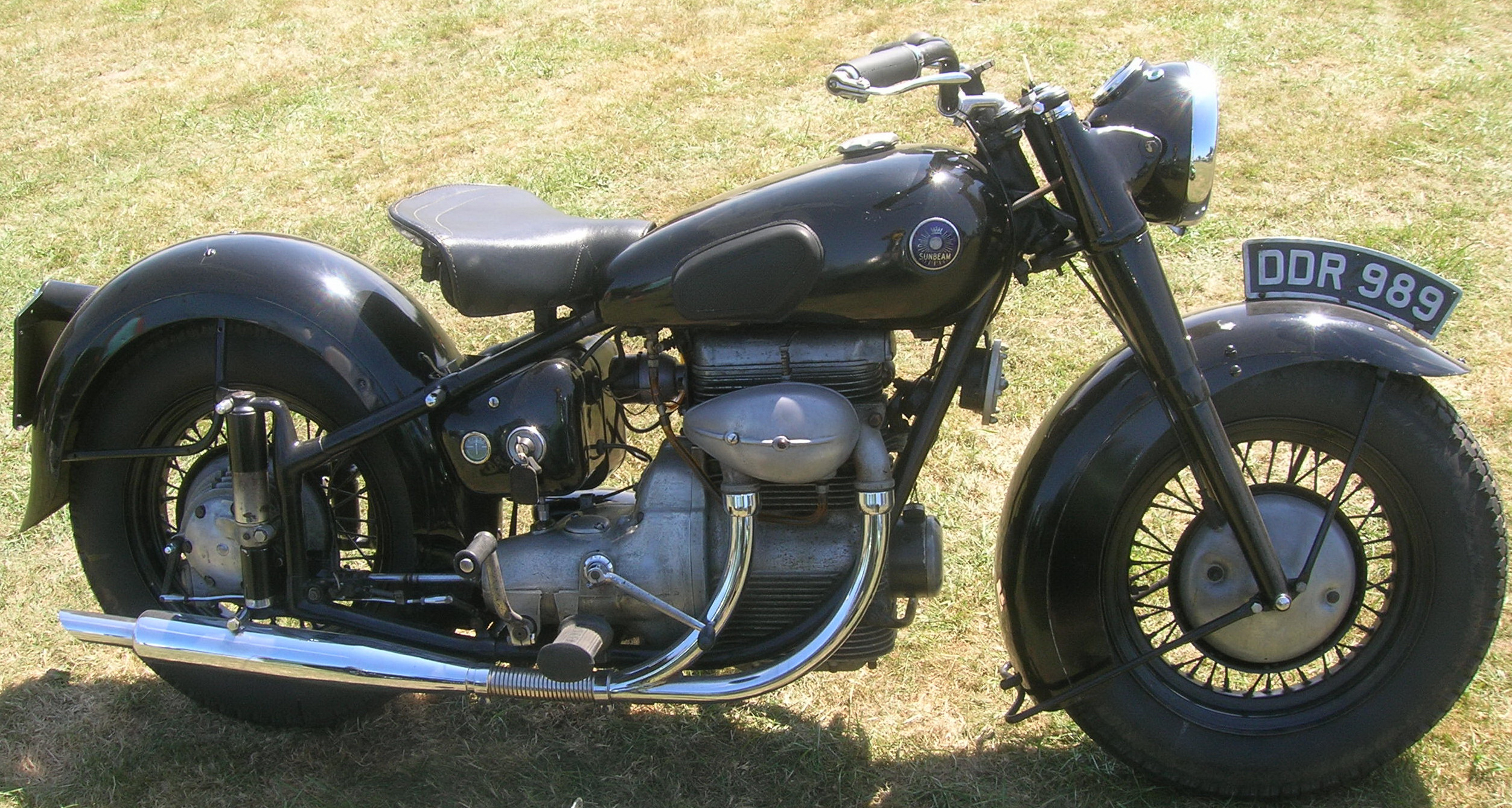
Sunbeam S7 de 1950.

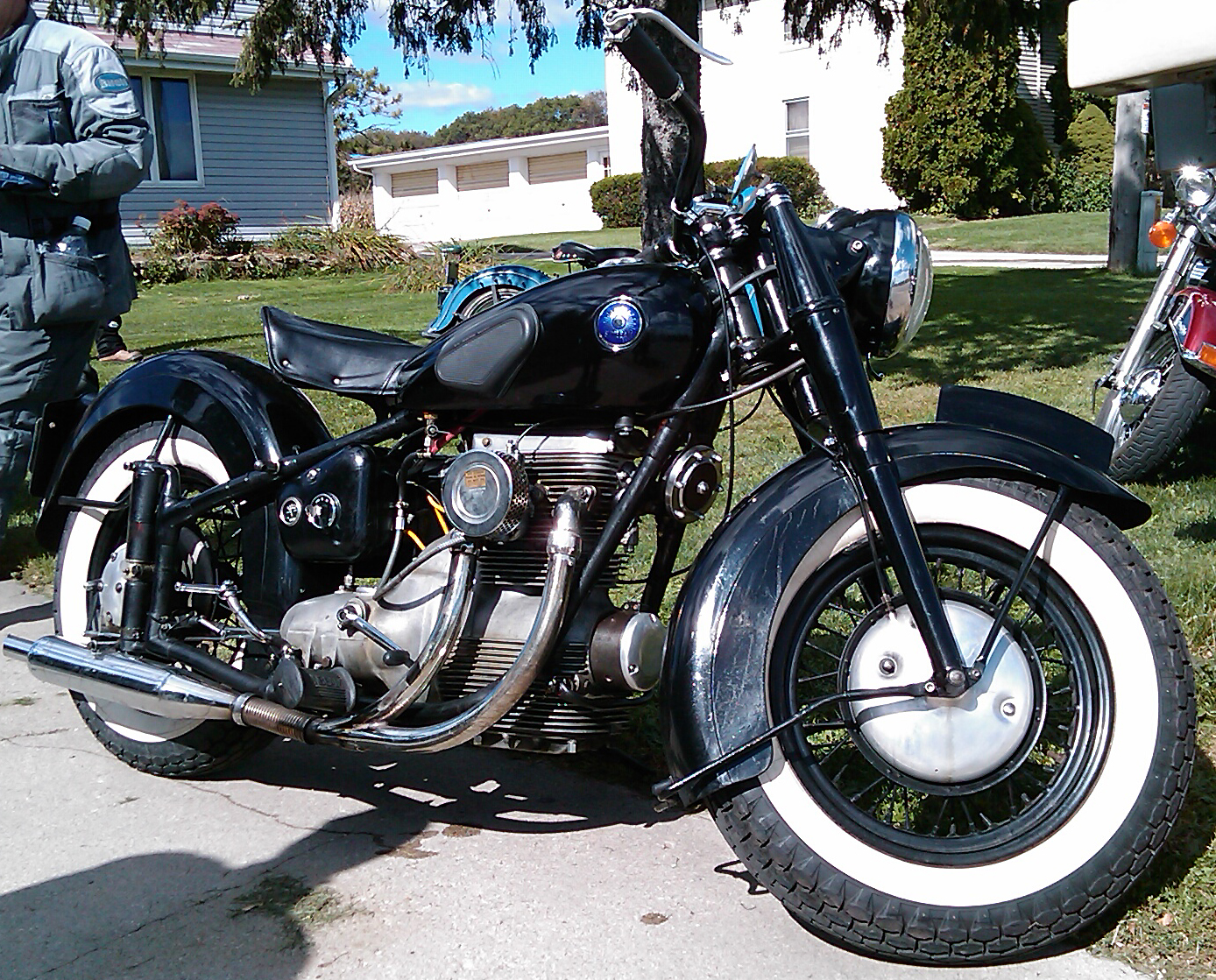
Sunbeam S7 personnalisée.

Trois modèles ont été produits, la S7, la S7 « De Luxe » et la S8. Les trois modèles étaient très chers malgré des performances modestes entraînant de faibles ventes. Le modèle original était le S7 (« Tourer ») produite à 2 104 exemplaires de 1946 à 1948. En 1949, la S7 a été mise à jour pour devenir la S7 de luxe (5 554 exemplaires produits) et la S8 (8 530 exemplaires produits). Toutes les deux avaient de nouvelles garnitures de cylindre, des cadres redessinés et une capacité d'huile accrue. La version allégée S8 fut vendu comme un modèle « sportif » avec une vitesse maximale de 137 km/h. Elle possédait également une nouvelle fourche (BSA), un silencieux en aluminium moulé et des roues chromées (avec des pneus plus étroits pour remplacer les pneus « ballon » qui rendaient la moto instable avec la vitesse). Les modèles S9 et S10 étaient prévus mais ne furent jamais fabriqués, BSA ayant décidé de se concentrer sur les bicylindres plus traditionnels. Un autre modèle « sportif » fut également testé mais jamais mis en production. Celui-ci avait un taux de compression beaucoup plus élevé avec une conception différente OHC, mais n'a jamais été vendu, en raison, semble-t-il, du système de la fourche avant non amorti qui affectait la tenue de route. Il y eut aussi des essais avec une version rigide pour proposer un modèle moins cher mais ce projet fut également abandonné.

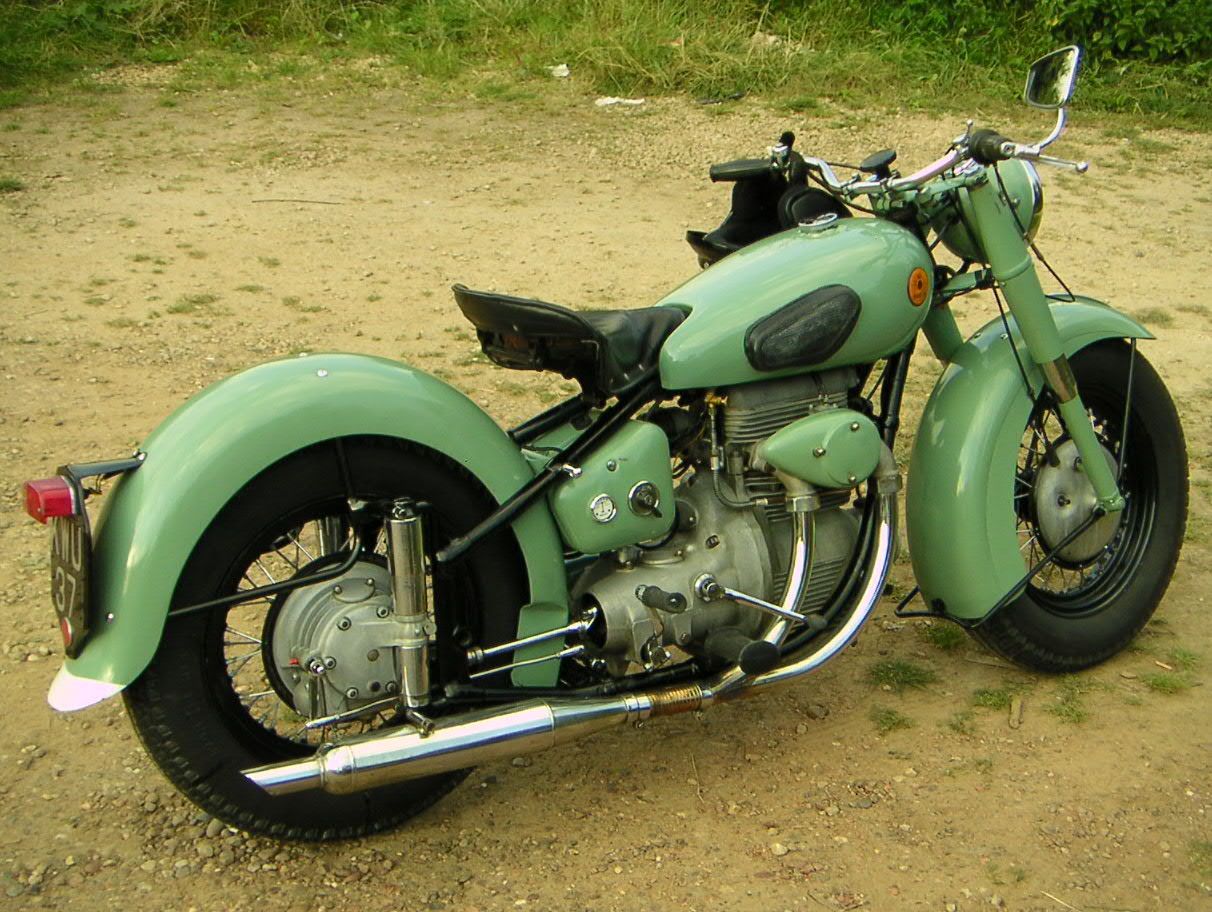
S7 Mist en avec pneus ballon caractéristiques.

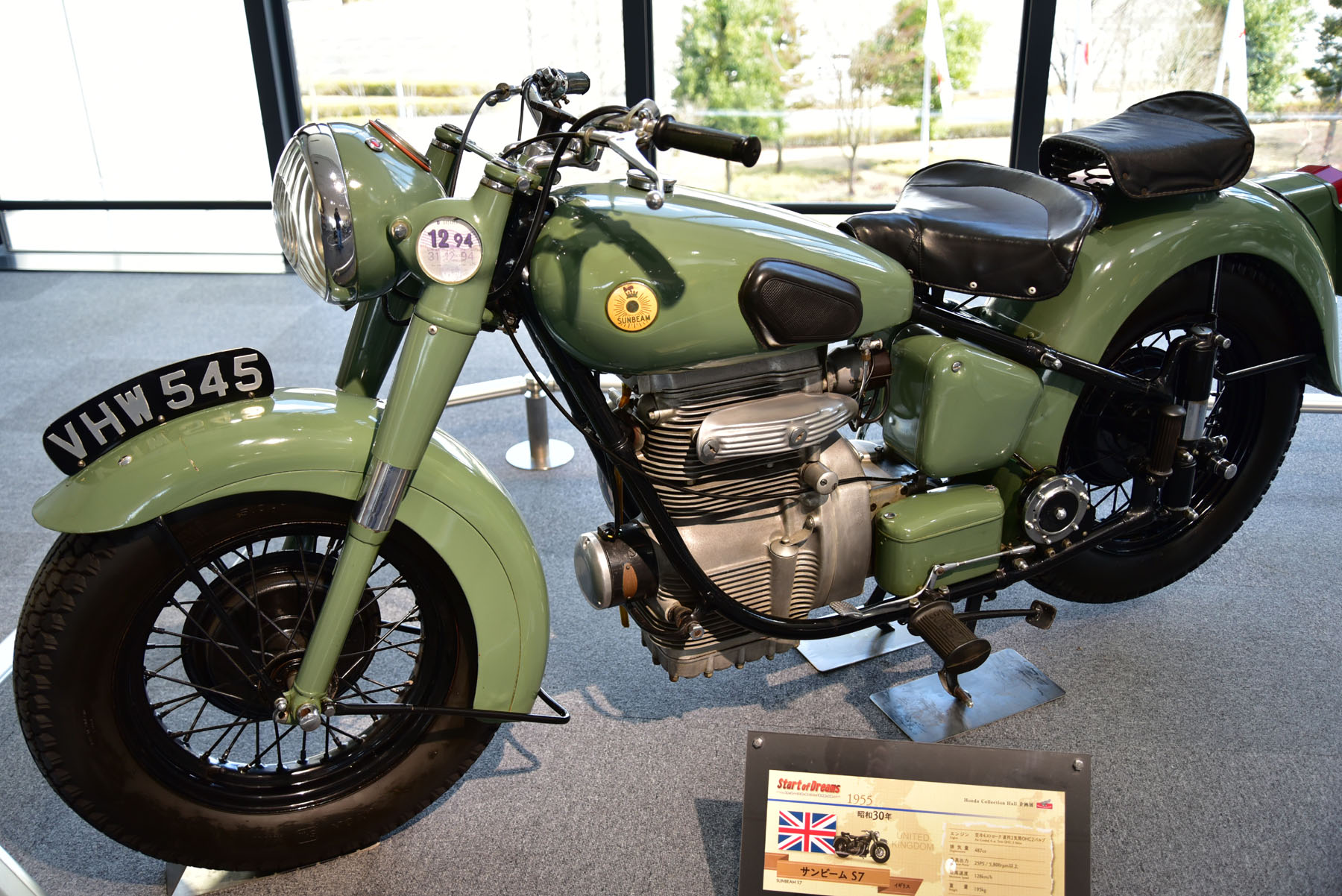
S7 exposée au Honda Collection Hall, Motegi, Japon.

Le S7 original était produite en noir. La S7 de luxe était proposée en « Mist Green » ou en noir et la S8 en « Silver Grey » ou en noir. Pour l'exportation, BSA fournissait Sunbeam avec toutes les couleurs au catalogue de BSA.

## Problèmes de conception
La conception de Erling Poppe était basée à l'origine sur la BMW R 75, mais si peu de temps après la fin de la guerre, BSA ne voulait pas que la série S paraisse trop « allemande ». Un bicylindre parallèle fut donc conçu à la place du bicylindre à plat. De graves problèmes de vibrations rendirent les nouvelles motos Sunbeam difficiles à manœuvrer et la production initiale envoyée en Afrique du Sud fut rappelée. Ces vibrations excessives furent corrigées en montant les moteurs sur deux supports en caoutchouc collés.
Le moteur en ligne était intrinsèquement adapté à la transmission par arbre et les engrenages coniques de style BMW auraient été idéaux. Toutefois, ayant hérité de certaines machines à vis sans fin de Lanchester Motors, BSA choisit d'utiliser une transmission à vis sans fin plutôt que par engrenages coniques. Les engrenages à vis sans fin étaient totalement inappropriés, car le sens de la transmission (arbre primaire vs arbre secondaire) n’est pas réversible lorsqu’on utilise des rapports de réduction élevés. Cela créa des problèmes d’entraînement de l’arbre, les engrenages ayant tendance à se désagréger avec la puissance. La solution de Sunbeam fut de réduire la puissance à 24 ch (18 kW), ce qui n'aida pas les ventes dans cette période d'après-guerre.

## Clubs des propriétaires

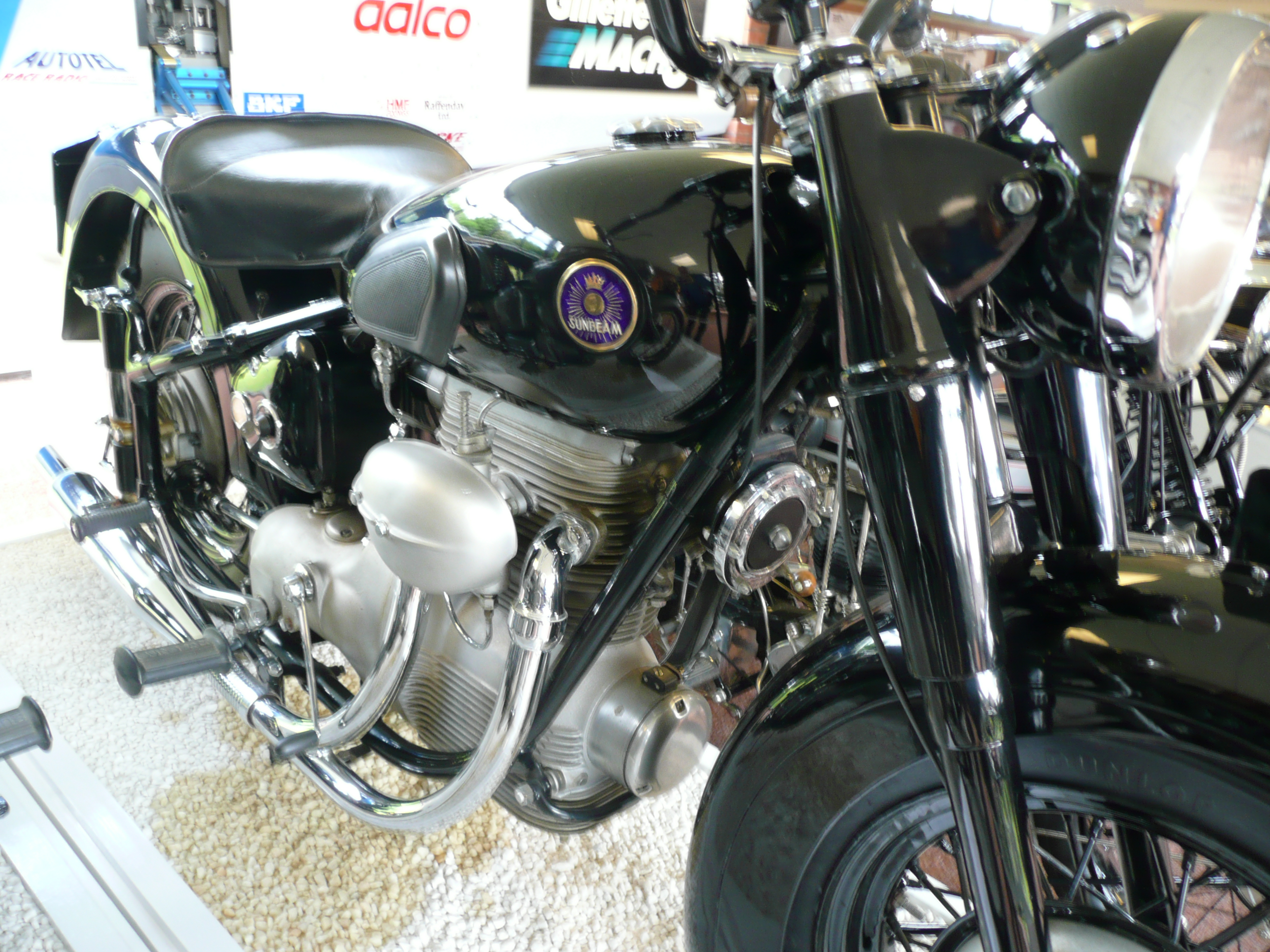
S7 de 1947 au Musée national de la moto (Royaume-Uni).

Le Sunbeam Motor Cycle Club est l’un des plus anciens au Royaume-Uni. Il a été fondé en juillet 1924 dans les salles d’exposition de John Marston Ltd à Holborn Viaduct, là ou se fabriquaient les motos Sunbeam à l'usine de Wolverhampton. Le Sunbeam Motor Cycle Club est un club de moto sportif qui organise des essais, des rallyes et des courses de motos anciennes et dont la « section des propriétaires » n'est qu'une petite partie. Lorsque la production de Sunbeam a pris fin, BSA a vendu le stock restant de pièces à Stewart Engineering. Bob et Chines Stewart étaient des fans de longue date de Sunbeam et, pour un temps, du Sunbeam Motorcycle Club. En 1963, avec d'autres passionnés, ils se séparèrent du Sunbeam Motorcycle Club et formèrent la Sunbeam Owners Fellowship (SOF) afin d'aider les propriétaires de S7 et S8 à résoudre les problèmes sur leurs motos. Un bon nombre de motos Sunbeam survivent en parfait état de fonctionnement et de nombreux propriétaires sont membres de la SOF depuis sa création, possédant une Sunbeam, achetée neuve ou d'occasion dans les années 1960.
Un club de propriétaires basé en ligne a été créé.